# José Ignacio Pavón
José Ignacio María del Corazón de Jesús de Santa Clara Francisco Javier Juan Nepomuceno Antonio de Padua Pavón Jiménez (Veracruz, 11 agosto 1791 – Città del Messico, 25 maggio 1866) è stato un politico e militare messicano, 30º Presidente del Messico secondo il piano di Tacubaya.